# Riihimäki
Die Riihimäki [ˈriːhimæki] ist eine Stadt in der südfinnischen Landschaft Kanta-Häme, nicht weit entfernt von den zentralen Großstädten Helsinki und Tampere.

## Geographie
Riihimäki gehört zur Landschaft Kanta-Häme.
Die Gemeinden Riihimäki, Loppi und Hausjärvi sowie die südlichen Teile von Janakkala bilden zusammen das Wirtschaftszentrum Riihimäki mit insgesamt 57.000 Einwohnern.
Am 31. Dezember 2005 betrug die Einwohnerzahl in Riihimäki 27.055.
Das Gesamtfläche von Riihimäki beträgt 125,4 km², davon sind
- Landareal – 120,8 km²
- Wasserareal – 4,6 km²

Der Stadtfläche misst 1962 ha, wovon 1806 ha der Stadt gehören.
Die Einwohnerdichte liegt bei 217 Einw./km².

## Geschichte
Archäologische Ausgrabungen zeigen, dass die Gegend zum ersten Mal nach der Eiszeit, schon vor 9000 Jahren besiedelt wurde. Vorhistorische Funde zeigen auch, dass seitdem die Ansiedlung kaum unterbrochen wurde. Die Dorfgründung, die hauptsächlich auf der Landwirtschaft basierte, datiert aus dem Mittelalter, wobei man den Beginn der Landwirtschaft in dieser Gegend noch nicht ganz feststellen konnte.
Durch den Bau der Eisenbahnstrecke von Helsinki nach Hämeenlinna durch die finnische Eisenbahn VR-Yhtymä und besonders nach der Einweihung der Linie Helsinki – Sankt Petersburg im Jahre 1870 erlangte der Name der Stadt Riihimäki größeren Bekanntheitsgrad.
Um die Eisenbahnstrecke als Teil der Verteidigungslinie durch Südfinnland zu sichern, baute die russische Regierung im Jahr 1910 eine Garnison in Riihimäki.
Im Jahre 1919 war Riihimäki eine dicht bewohnte Kommune mit eigener Verwaltung und lokaler Autonomie, die das Recht hatte, Beamte und Komitees zu ernennen.
Im Jahr 1922 wurde Riihimäki zur Ortschaft ernannt und am 1. Januar 1960 bekam es die Stadtrechte.
Entwicklung der Einwohnerzahl (Stand: 31. Dezember):
| - 1987 – 24.674 - 1990 – 25.000 - 1997 – 25.975 | - 2000 – 26.173 - 2002 – 26.341 - 2003 – 26.654 |

Das Wappen von Riihimäki
Das Wappen wird von einem goldenen Gürtel in zwei Hälften geteilt. Die silberne obere Hälfte zeigt sieben aufwärts steigende rote Flammen, wobei die untere Hälfte eine goldene Getreidegarbe darstellt. Das Wappen gibt den Ursprung des Stadtnamens wieder; riihi – mäki = (Dresch-Hügel).
Bürgermeister im Jahre 2004 ist Seppo Keskiruokanen.

## Sehenswürdigkeiten
Neben der Funktion als Eisenbahnknotenpunkt mit Rangierbahnhof ist die Stadt für ihre traditionelle Glasherstellung bekannt. Die Tradition der früheren Glasarbeiten wird heute als geschickte Handwerkerei weiterbetrieben, d. h. das Glas wird in kleinen Werkstätten und Studios handgeblasen. Das Finnische Glasmuseum dokumentiert und bewahrt die 4.000 Jahre alte Geschichte der Glasbläserei.
Im 19. Jahrhundert war das Stadtbild von großen Industriegebäuden geprägt, wie z. B. des Paloheimo Saha Sägewerks, der Riihimäen Lasi Glasfabrik und der Sako-Waffenfabrik. Das Jagdmuseum Riihimäki hat Ausstellungen zu jagdlichen Themen und eine Waffensammlung.

## Städtepartnerschaften
| - Karlskoga, Schweden, seit 1940 - Aalborg, Dänemark, seit 1949 - Bad Segeberg, Deutschland, seit 1954 - Skedsmo, Norwegen, seit 1958 - Gus-Chrustalny, Russland, seit 1960 - Húsavík, Island, seit 1966 | - Szolnok, Ungarn, seit 1969 - Olaine, Lettland, seit 1997 - Jonava, Litauen, seit 1999 - Real Sitio de San Ildefonso, Spanien, seit 2001 - Suzhou, Volksrepublik China, seit 2004 |

## Persönlichkeiten

### Söhne und Töchter der Stadt
- Ragnar Granit (1900–1991), Neurophysiologe und Nobelpreisträger
- Maija Isola (1927–2001), Stoffdesignerin
- Renny Harlin (* 1959), Filmregisseur und -produzent
- Päivi Räsänen (* 1959), Politikerin der Finnischen Christdemokraten, Innenministerin von 2011 bis 2015
- Jukka Jalonen (* 1962), Eishockeyspieler und -trainer
- Kari Tiainen (* 1966), Motorradsportler, siebenfacher Enduro-Weltmeister
- Laura Lehmus (* 1972), Regisseurin und Filmproduzentin
- Marko Suvelo (* 1975), Eishockeyspieler
- Aino-Kaisa Pekonen (* 1979), Politikerin (Linksbündnis)
- Jussi Veikkanen (* 1981), Radrennfahrer
- Janne Lahti (* 1982), Eishockeyspieler
- Tommi Pärmäkoski (* 1983), Physiotherapeut
- Jaana Sundberg (* 1983), Judoka
- Teemu Tamminen (* 1987), Handballspieler
- Daniel O’Shaughnessy (* 1994), Fußballspieler
- Sanni Franssi (* 1995), Fußballspielerin

### In Riihimäki gestorben
- Heikki Hirvonen (1895–1973), Skisportler
- Irja Lipasti (1905–2000), Speerwerferin, Kugelstoßerin, Hochspringerin und Sprinterin